# François Richard de Montholon
François Richard de Montholon (1856-1940) est un peintre français.

## Biographie
François Richard de Montholon est originaire de la ville de Pantin. Né sans bras et avec une jambe unique, il est appareillé et réussi à faire des études. À vingt ans, il apprend la peinture auprès de Louis-Émile Dardoize (1825-1901). Puis, entre 1877 et 1881, il rejoint les ateliers de Gustave Boulanger et Jules Lefebvre. Il crée alors de grands paysages dans son atelier de la rue La Bruyère à Paris
Peintre post-impressionniste, il envoie au Salon dès 1879 et jusqu'en 1936, des paysages, plongés dans des ambiances brumeuses et éthérées.
Il exposa régulièrement au Salon d'Hiver de 1908 à 1925. Il est alors domicilié 20, rue des Martyrs (Paris).
Il peint la région parisienne, le Centre, le Périgord, la Vendée, le Pays basque et le Boulonnais. Ses nombreux voyages se retrouvent dans ses tableaux et dans les expositions régionales (Roubaix, Lyon, Boulogne-sur-mer, Nantes, Valenciennes, Douai, Rouen et Beauvais). En 1908, il reçoit le prix Morlot au Salon des artistes français. Il travaille souvent avec son ami le peintre Maurice Dainville. Il meurt le 24 juin 1940 en Mayenne.
Ses œuvres se retrouvent dans les musées de Compiègne, Nemours, Valence, Abbeville, Troyes, Vannes et Boulogne-sur-mer.

## Sources
1. ↑  « Recherche d’images », sur GrandPalaisRmnPhoto (consulté le 17 juillet 2025)

- Benezit, Dictionnaire des peintres, Éditions Gründ.
- Jérôme Fourmanoir, La vie artistique à Boulogne-sur-Mer au XIXe siècle, 2019, 218p.  (ISBN 979-10-699-4159-5)
- Gérard Schurr et Pierre Cabanne, Dictionnaire des Petits Maîtres de la Peinture (1820-1920), Éditions de l'Amateur.